# Чагарники та луки острова Вознесіння
Чагарники та луки острова Вознесіння (ідентифікатор WWF: AT0703) — афротропічний екорегіон тропічних та субтропічних луків, саван і чагарників, розташований на острові Вознесіння в Атлантичному океані, який є частиною заморської території Великої Британії Острови Святої Єлени, Вознесіння і Тристан-да-Кунья.

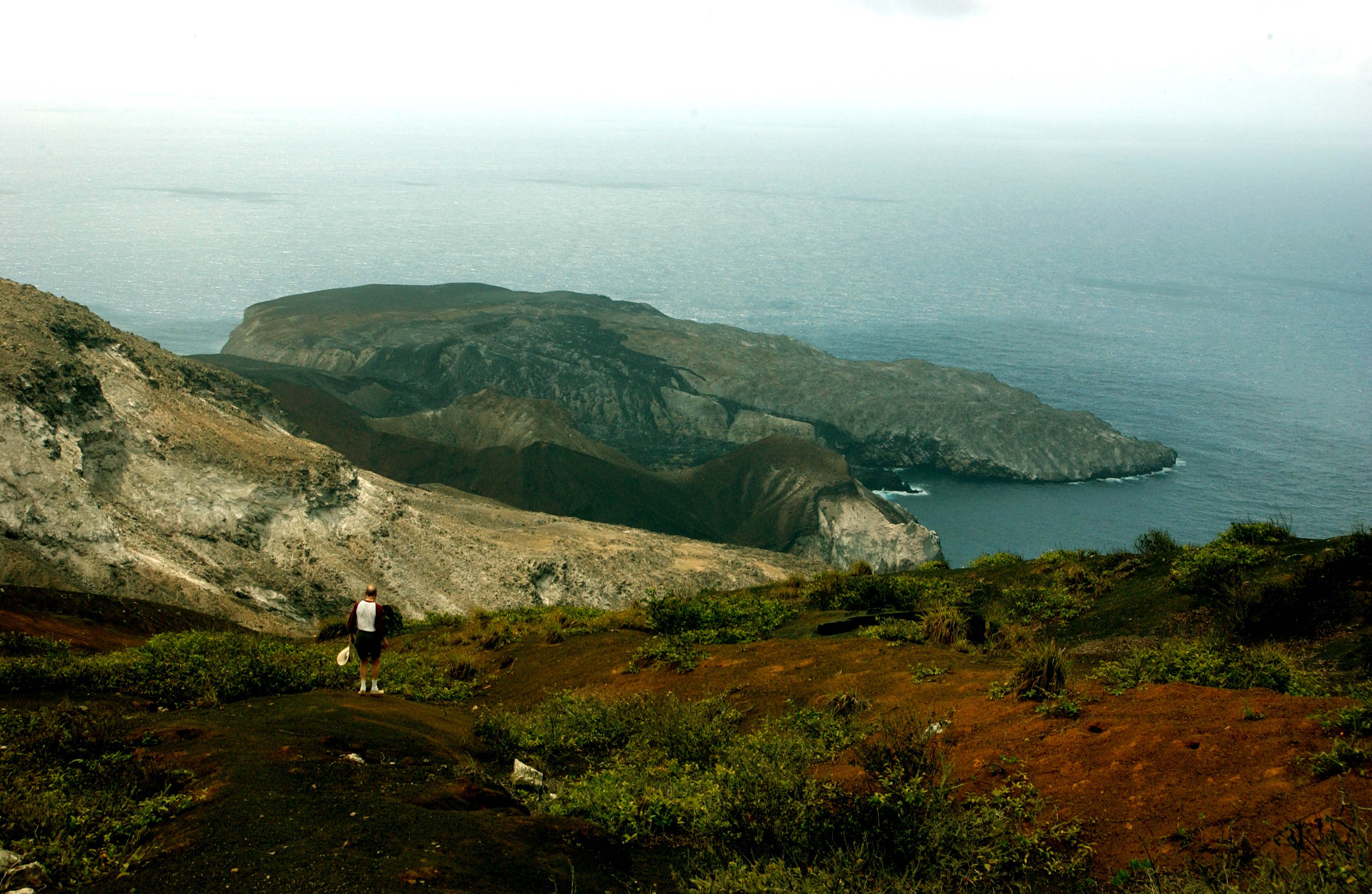
Узбережжя Південно-Західної затоки

## Географія
Острів Вознесіння розташований в екваторіальній частині Атлантичного океану, західніше Серединно-Атлантичного хребта, за 1200 км на північний захід від острова Святої Єлени та за 1700 км від найближчого материка — Африки. Його площа становить 97 км², а висота Грін-Маунтін, найвищої вершини острова, становить 859 м. Острів Вознесіння має вулканічне походження і є відносно молодим — його вік становить лише близько мільйона років. На ньому є 44 кратери, які вважаються сплячими, а не згаслими. Востаннє вулканічна активність на острові відбувалася приблизно 600 років тому. Значна частина острова покрита базальтовими вулканічними полями, по яким розкидані шлакові конуси. На південному та південно-східному узбережжі острова зустрічаються стрімкі скелі, натомість на північному заході острова розташована похила рівнина, яка переходить у піщані пляжі.
Острів Вознесіння був відкритий у 1501 році португальським мореплавцем Жуаном да Новою. Через два роки у день Вознесіння Господнього його відвідав Афонсу де Албукеркі, який і надав острову назву. Суха, безплідна природа острова Вознесіння не зацікавила португальців, і він залишався безлюдним, поки у 1815 році на острові Святої Єлени не був ув'язнений Наполеон, і на ньому не був створений невеликий британський військово-морський гарнізон. На початку XIX століття острів використовувався як місце, де здійснювали стоянку кораблі, задіяні у придушенні работоргівлі в районі узбережжя Західної Африки. З 1823 року острів Вознесіння перебував під управлінням Королівської морської піхоти, а у 1922 році він став Залежною територією Святої Єлени. Керівництво на острові здійснювала Східна телеграфна компанія, пізніше перейменована у компанію Cable & Wireless plc. У 1964 році на острові були створені радіостанції, які полегшували зв'язок з Південною Африкою, і був призначений адімістратор.
Населення острова Вознесіння становить приблизно 900 осіб, близько половини з яких мешкає в Джорджтауні. Його мешканцями є переважно службовці, які заключили короткострокові контракти з урядом острова, військовими (Королівськими повітряними силами та повітряними силами США) та приватними організаціями, а також члени їх родин. Більшість продуктів харчування та інших товарів імпортується з Великої Британії та Південної Африки. Корабель Королівської поштової служби регулярно доставляє вантажі з острова Святої Єлени. Повітряні сили США забезпечують сполучення з Флоридою та Антигуа. Міністерство оборони Великої Британії забезпечує повітряне сполучення з Фолклендськими островами та з Великою Британією.

## Клімат
В межах екорегіону переважає спекотний та посушливий пустельний клімат (BWh за класифікацією кліматів Кеппена). Середня температура коливається від 25 до 27 °C. Середньорічна кількість опадів на більшій частині острова коливається від 130 до 150 мм, на горі Грін-Маунтін — від 750 до 800 мм. Опадів мало, і вони випадають майже рівномірно протягом всього року, з січня по квітень дещо в більшій кількості. З південного заходу часто дмуть пасати. Коли насичені вологою повітряні маси досягають вершини гори Грін-Маунтін, вони охолоджуються і формують орографічні опади у вигляді туманів або дощів.

## Флора
Лісів на острові Вознесіння ніколи не існувало. На більшій частині острова, особливо на півночі та заході, поширені безплідні сухі трав'янисті пустища, на яких подекуди ростуть ендемічні вознесенські молочаї (Euphorbia origanoides). На великих висотах, зокрема на горі Грін-Маунтін, ростуть густі зарості інтродукованих чагарників, одноколючкових опунцій (Opuntia monacantha) та опунцій Ділленіуса (Opuntia dillenii).
До появі на острові Вознесіння людей на ньому росли 25-30 видів рослин, з яких 10 видів були ендемічними. Серед ендеміків острова слід відзначити два чагарники — вже згаданий вознесенський молочай (Euphorbia origanoides) та вимерлу вознесенську олденландію (Oldenlandia adscensionis), яка не спостерігалася з 1888 року, дві трав'янисті рослини — дуже рідкісний дернистий спороболус (Sporobolus caespitosus), кілька купин якого росте на горі Грін-Маунтін на висоті 730 м над рівнем моря, та вимерлий жорсткий спороболус (Sporobolus durus), а також шість видів папоротей — вознесенський селезінник (Asplenium ascensionis), пурпурову птізану (Ptisana purpurascens), вознесенський стенограммітіс (Stenogrammitis ascensionensis), вознесенський крильник (Pteris adscensionis), вознесенську анограмму (Anogramma ascensionis) та вимерлий вознесенський щитник (Dryopteris ascensionis). Також на острові Вознесіння зустрічаються деякі ендемічні лишайники та мохи. Більшість видів рослин на острові є інтродукованими, деякі з них є широко поширеними і зустрічаються по всьому острову. Жодна з ендемічних рослин острова Вознесіння не є широко поширеною. Їх ареали скоротилися через нездатність конкурувати з інтродукованими видами і переважно обмежені віддаленими пустельними районами.
Департамент охорони природи острова Вознесіння співпрацює з Королівським ботанічним садом в К'ю над проектом зі збереження ендемічних рослин, який фінансується Програмою охорони навколишнього середовища заморських територій. Експерти консультують департамент щодо методів розмноження, вирощування ex-situ та реінтродукції видів, що перебувають під загрозою зникнення. Для кожного виду, який планується реінтродукувати, розробляються протоколи з вирощування. Знищення інвазивних видів на горі Грін-Маунтін дозволило реінтродукувати на ній деякі ендемічні види, зокрема вознесенський молочай, вознесенський крильник та дернистий спороболус. Наразі проект сконцентрований над збільшенням кількості видів, які вирощуються біологами, та на реінтродукції їх на територіях, що відновлюються.

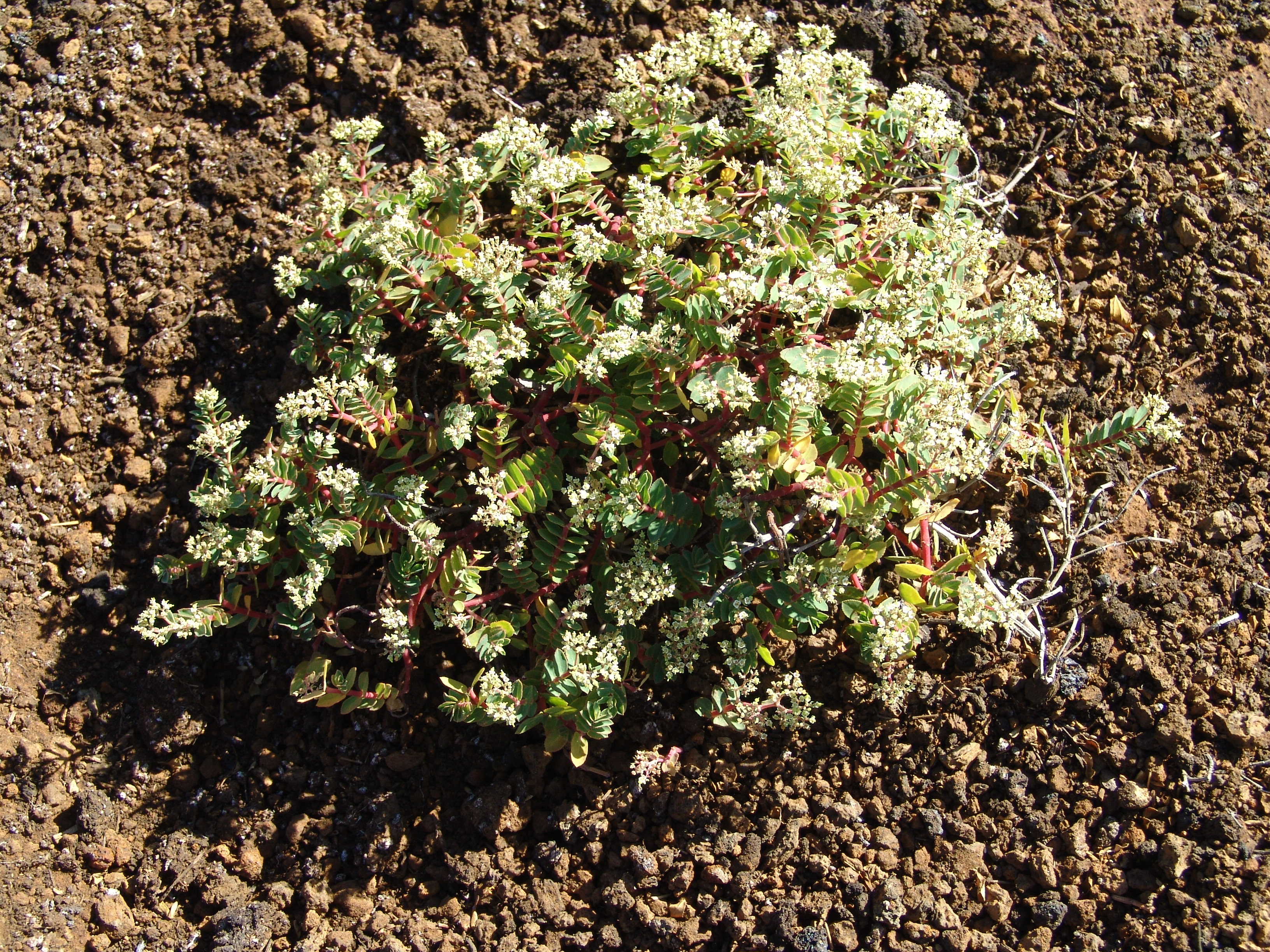
Вознесенський молочай[en] (Euphorbia origanoides)
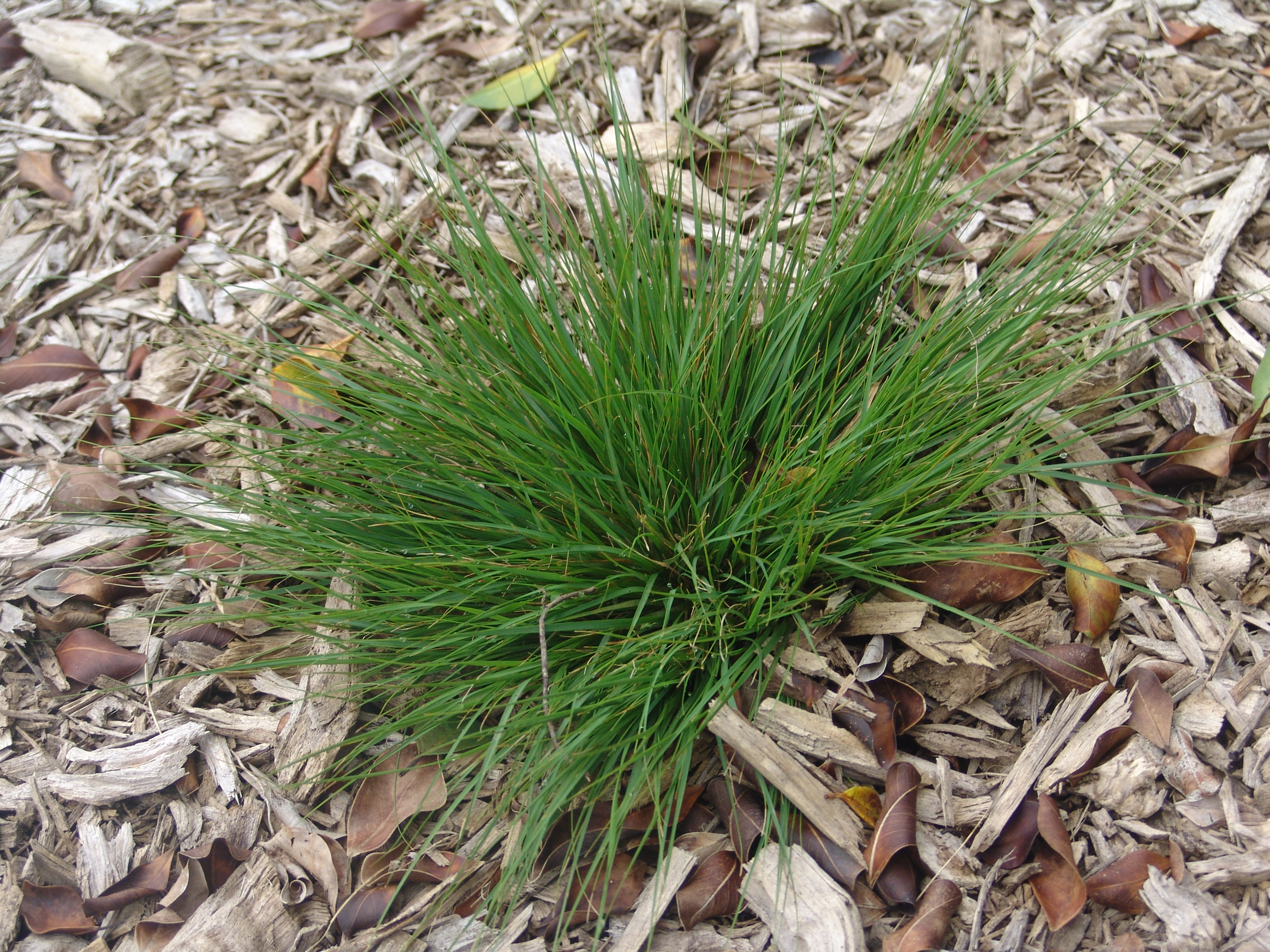
Дернистий спороболус[en] (Sporobolus caespitosus)
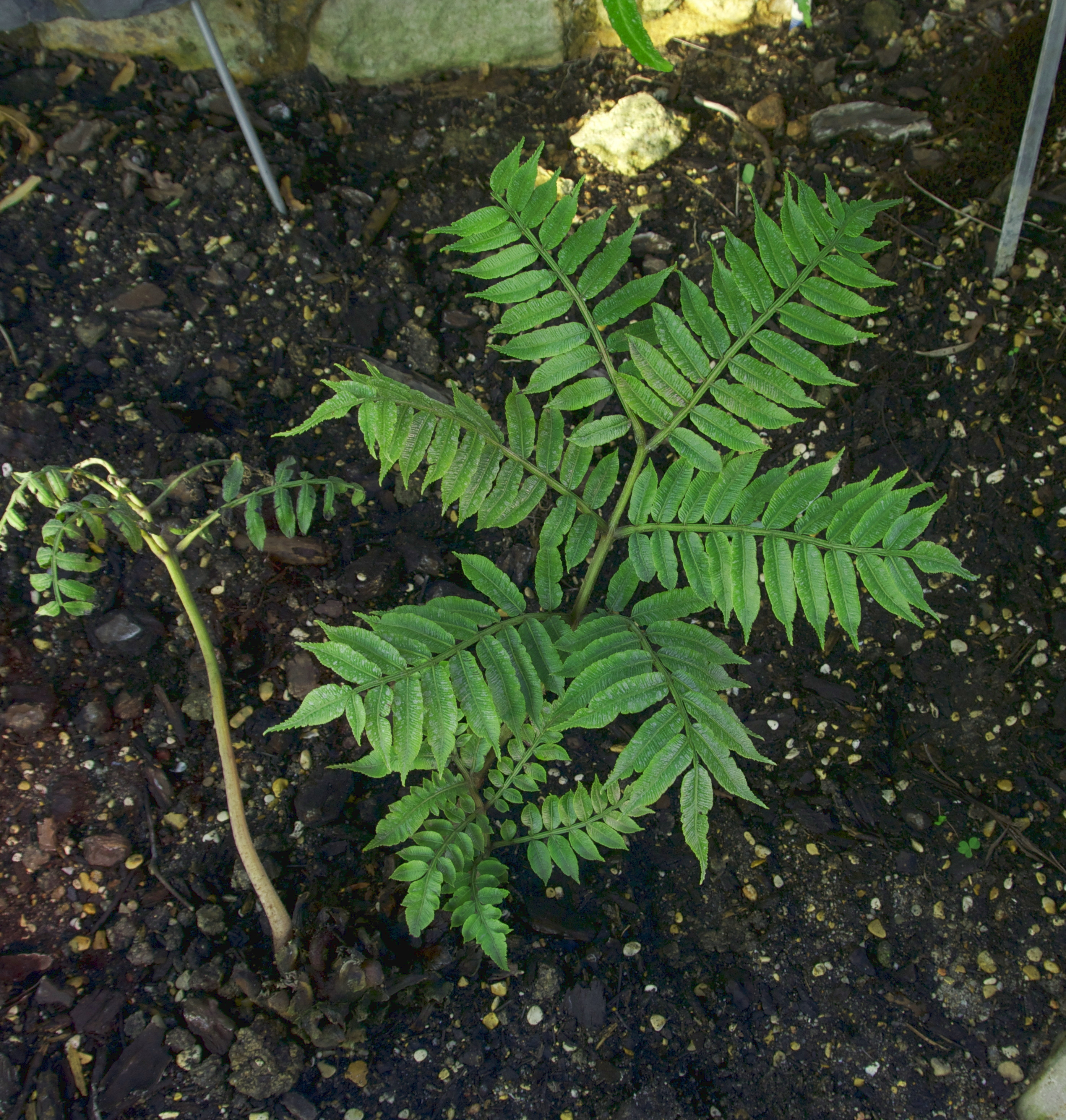
Пурпурова птізана[en] (Ptisana purpurascens)
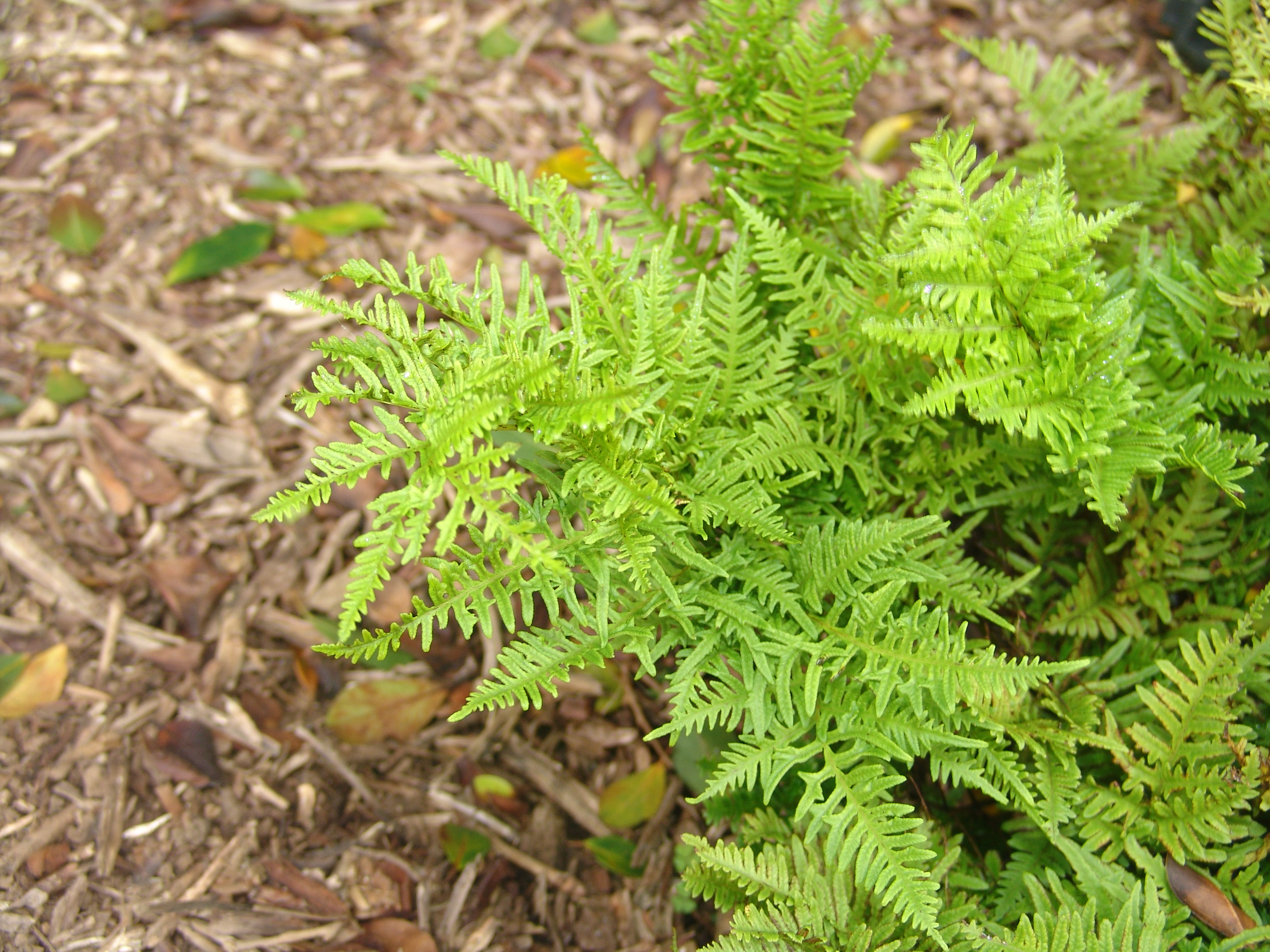
Вознесенський крильник[en] (Pteris adscensionis)
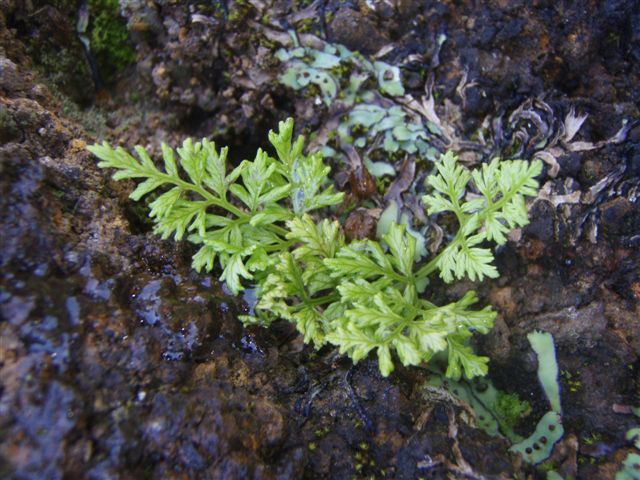
Вознесенська анограмма[en] (Anogramma ascensionis)
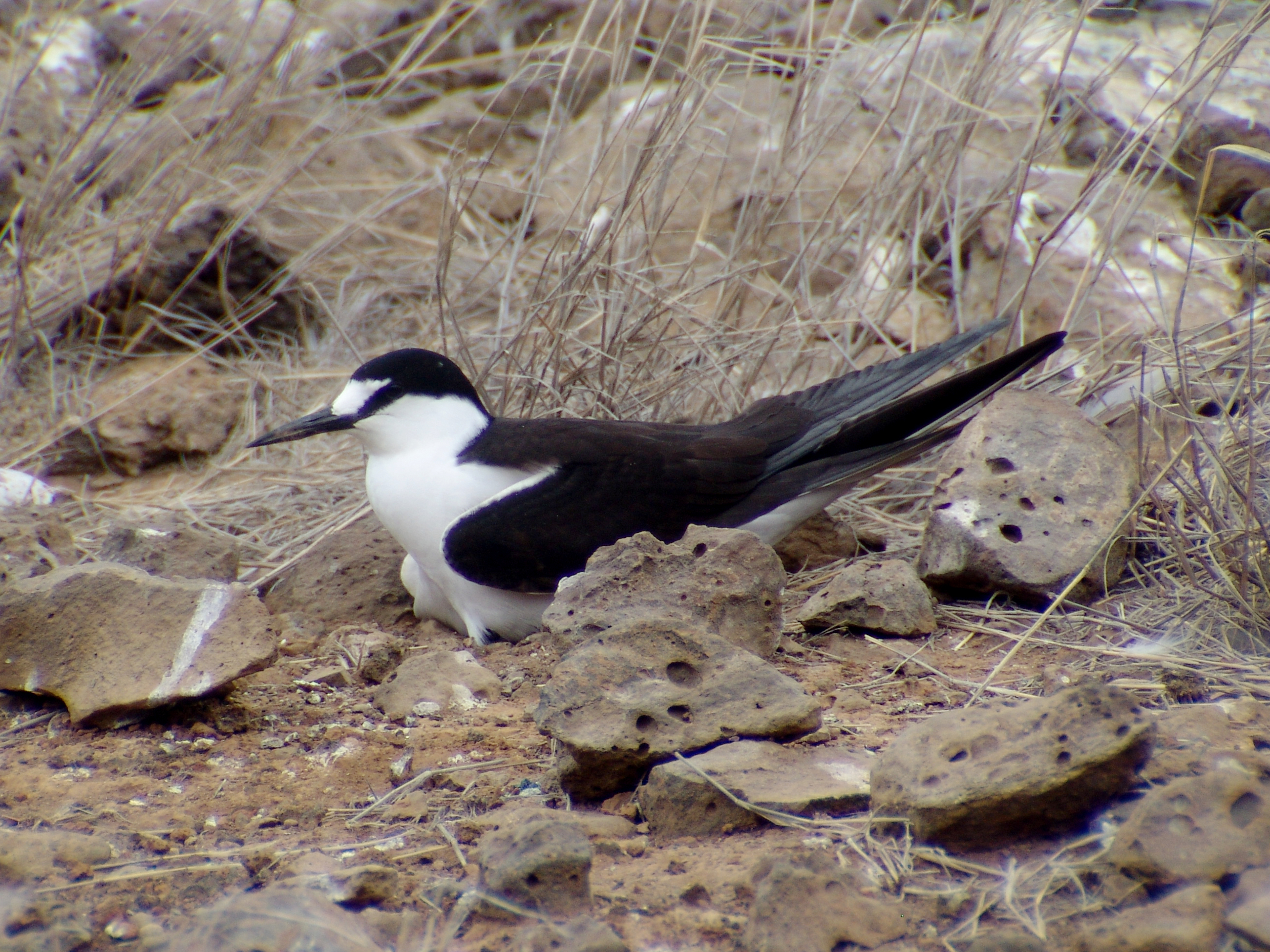
Строкатий крячок (Onychoprion fuscatus)
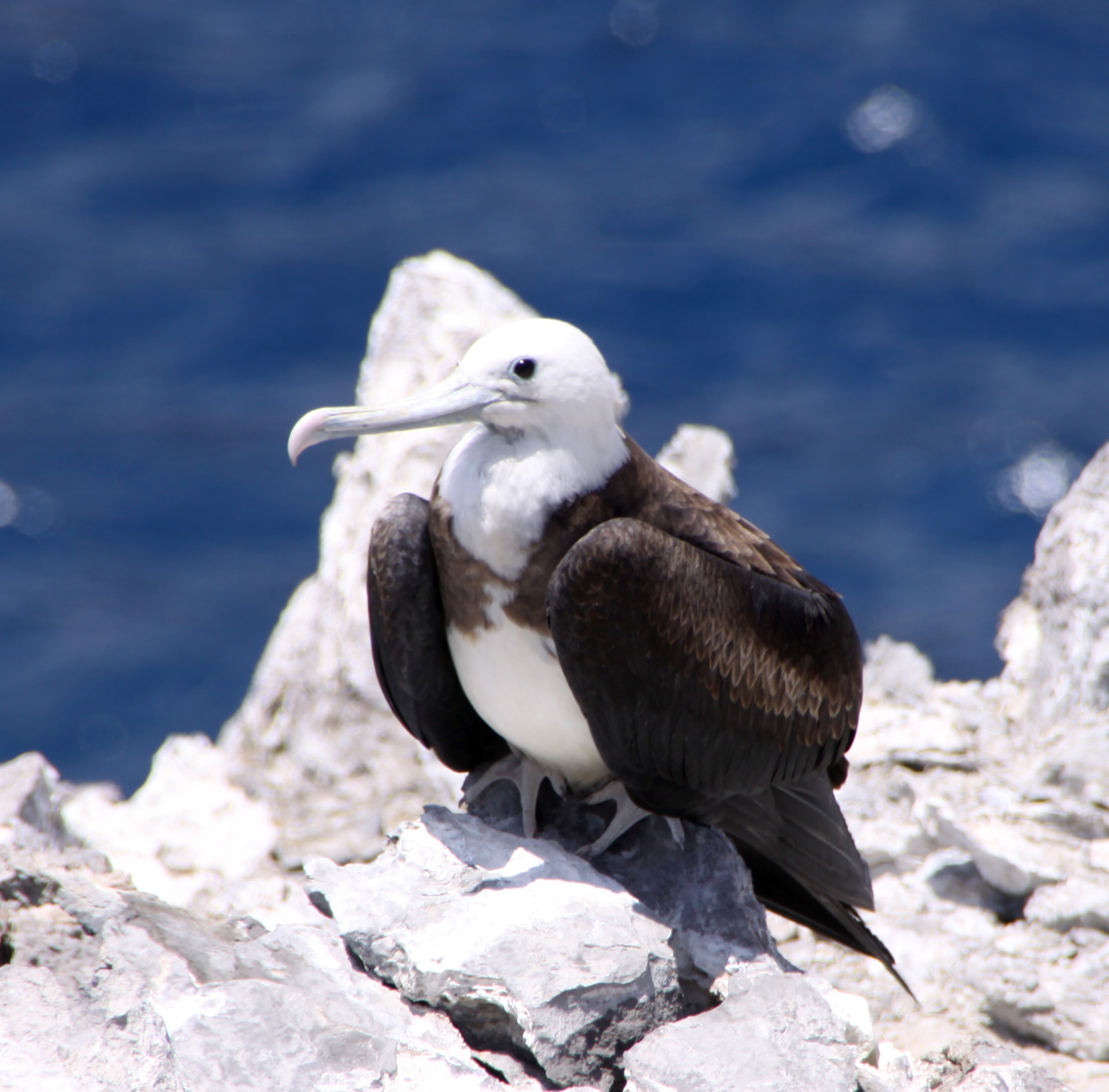
Вознесенський фрегат (Fregata aquila)
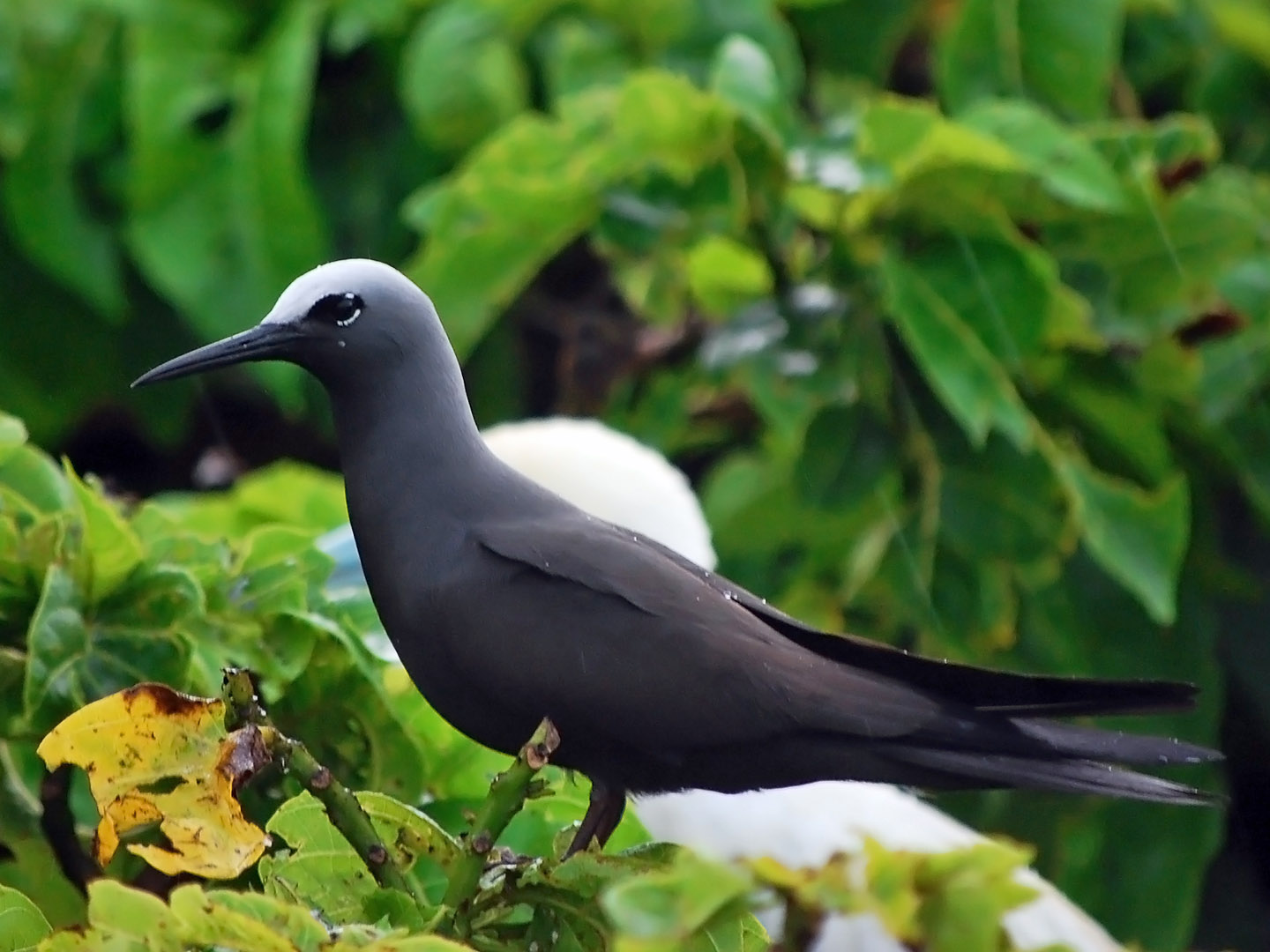
Атоловий крячок (Anous minutus)
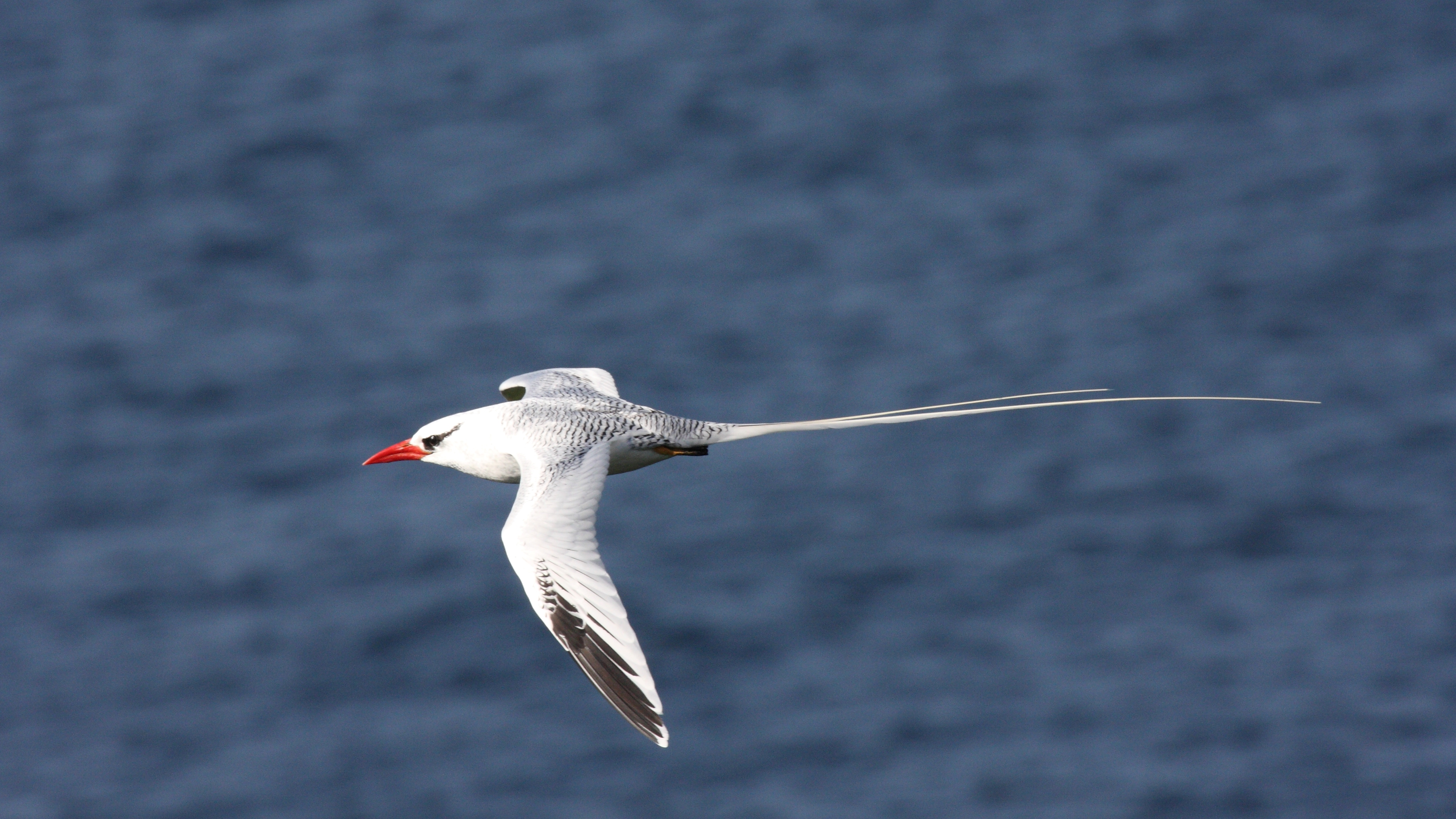
Червонодзьобий фаетон (Phaethon aethereus)
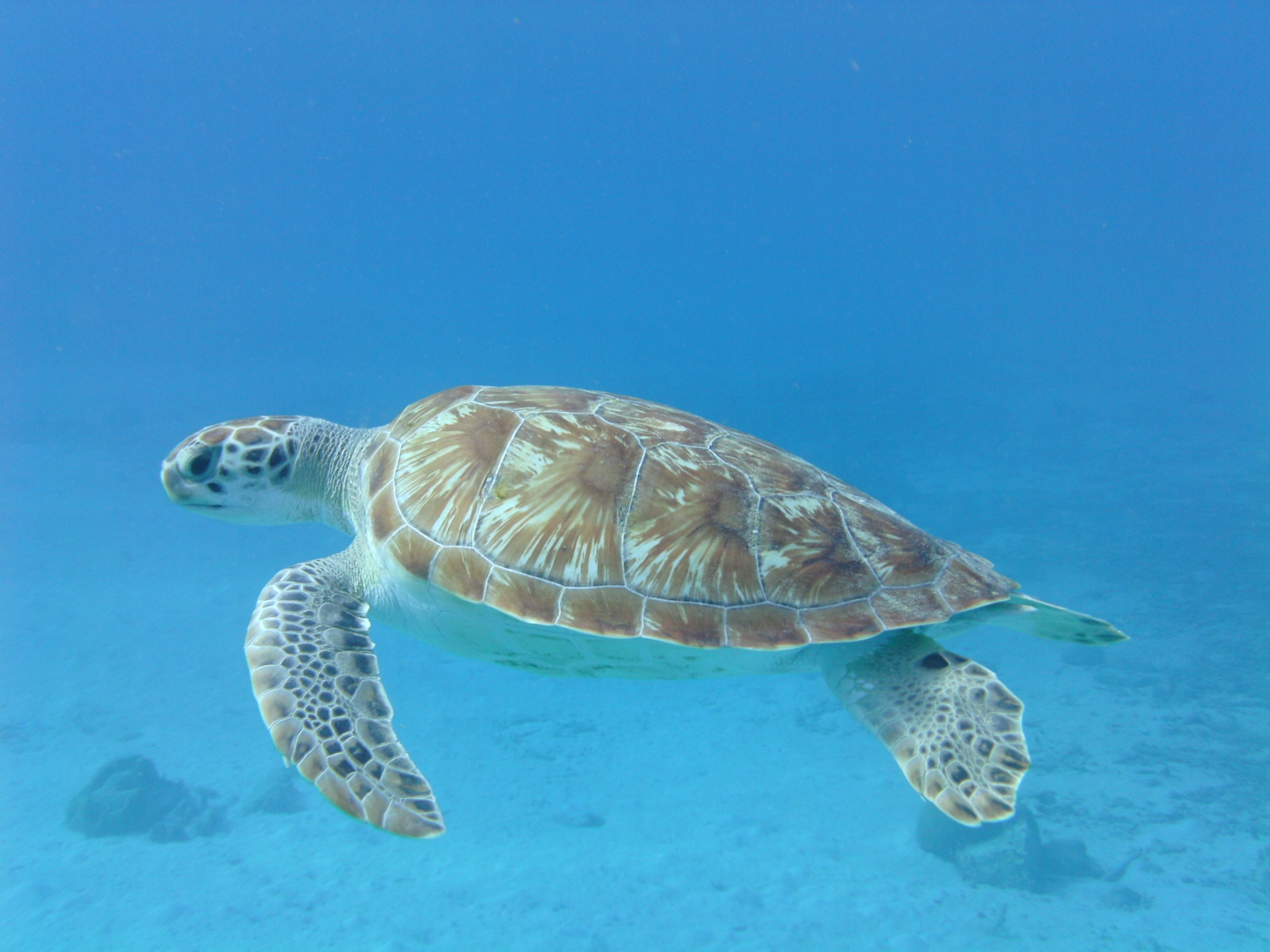
Зелена черепаха (Chelonia mydas)

## Фауна
Оскільки острів Вознесіння є одним з наймолодших островів Атлантики, його фауна є прикладом ранніх процесів колонізації, адаптивної еволюції та адаптивної радіації. Вона включає близько 311 наземних тварин, з яких 95 видів є місцевими. Колоністи прибували на острів здебільшого повітрям, хоча деякі, очевидно, перетнули океан на птахах чи інших тваринах або на плавучих об'єктах. Природна колонізація острова Вознесіння відбувалася майже виключно з Африки.
До появи на острові Вознесіння людей, тут існувала первинна сукцесійна екосистема. У фауні лавових і шлакових рівнинних пустель низовин — як на поверхні, так і в підземних тріщинах і печерах — переважали таксономічно різноманітні падальники та хижі павукоподібні. В заростях покритонасінних рослин тут і в передгір'ях мешкали деякі специфічні травоїдні тварини та пов'язані з ними хижаки. Тут також зустрічалися численні прямокрилі (Orthoptera), напівтвердокрилі (Hemiptera) та лускокрилі (Lepidoptera) комахи, особливо після дощів. Вони походили від мігруючих африканських популяцій, а їх видовий склад з часом поповнювався новими видами колоністів. В більш густих заростях переважно криптогамної рослинності на центральній вершині острова фауна була біднішою і складалася переважно з мікрочленистоногих. Різноманітні безхребетні зустрічалися на узбережжі, на сусідніх острівцях та у великих колоніях морських птахів.
Безхребетні, що колонізували острів Вознесіння, зазнали різноманітних еволюційних змін. Філетична еволюція призвела до появи ендеміків. Деякі павуки (Araneae), псевдоскорпіони (Pseudoscorpiones), колемболи (Collembola) та сіноїди (Psocoptera) адаптувалися до підземного життя, а деякі горбатки (Phoridae) розширили своє середовище існування. На острові утворилися нові види рівноногих (Isopoda), колембол (Collembola) та цвіркунів (Gryllidae). Серед псевдоскорпіонів острова спостерігається відносно високе різноманіття (п'ять ендемічних видів у п'яти родах). Гігантський псевдоскорпіон (Garypus titanius) є найбільшим представником цього ряду тварин. Внаслідок хижацтва з боку інвазивних гризунів та безхребетних він вимер на острові Вознесіння, однак зберігся на невеликому острівці Ботсвейн-Бьорд, де мешкає серед колоній морських птахів.
Хоча раніше на острові Вознесіння гніздилися мільйони морських птахів, поява на острові здичавілих котів призвела до знищення більшості їх колоній. Ймовірно, на початку XIX століття вимерли останні атлантичні пастушки (Mundia elpenor), нелітаючі ендемічні птахи. Вознесенські кваки (Nycticorax olsoni), інші нелітаючі ендеміки острова, вимерли ще у XVI столітті внаслідок надмірного полювання та появи на острові пацюків.
На південно-західному узбережжі острова Вознесіння продовжує у великій кількості гніздитися строкатий крячок (Onychoprion fuscatus). Усі інші морські птахи наразі гніздяться на важкодоступних скелях і прибережних острівцях, де вони захищені від хижаків. Одним з таких острівців є Ботсвейн-Бьорд — скеля з пласкою вершиною довжиною близько 365 м і висотою 90 м, розташована біля східного узбережжя головного острова. Лише на цьому острівці гніздиться ендемічний вознесенський фрегат (Fregata aquila). Цей птах живиться летючими рибами, яких ловить в польоті біля поверхні океану, а також займається клептопаразитизмом — краде рибу у інших птахів. Загалом на острові Ботсвейн-Бьорд гніздиться близько 10 000 птахів, серед яких слід відзначити жовтодзьобих сул (Sula dactylatra), білочеревих сул (Sula leucogaster), білих крячків (Gygis alba), мадерійських качурок (Oceanodroma castro), атолових крячків (Anous minutus), а також червонодзьобих фаетонів (Phaethon aethereus) та білохвостих фаетонів (Phaethon lepturus), у яких довжина хвоста перевищує довжину решти тіла. Загалом на острові Вознесіння та на сусідніх острівцях гніздиться близько 400 000 морських птахів з 11 видів. Серед інтродукованих птахів, що гніздяться на острові Вознесіння, слід відзначити смугастих астрильдів (Estrilda astrild), індійських майн (Acridotheres tristis), жовточеревих щедриків (Crithagra flaviventris), сизих голубів (Columba livia), смугастих горлиць (Geopelia striata), звичайних фазанів (Phasianus colchicus) та рудогорлих турачів (Pternistis afer). 
Острів Вознесіння є другим за важливістю місцем розмноження зелених черепах (Chelonia mydas) в Атлантиці. Ці морські черепахи відкладають свої яйця на пляжах острова в період з січня по травень, а протягом решти року шукають їжу поблизу бразильського узбережжя, на відстані понад 2300 км від острова. Дослідження зелених черепах, проведене у 1998-1999 роках, показало, що на острові Вознесіння гніздилося в два-три рази більше черепах, ніж під час попередніх досліджень у 1970-х роках. Також на острові розмножуються бісси (Eretomochelys imbricata) та мешкають наземні краби Johngarthia lagostoma. Місцеві наземні ссавці на острові Вознесіння відсутні, однак тут мешкають здичавілі віслюки, вівці та кролики, а також чорні пацюки (Rattus rattus) та хатні миші (Mus musculus).
Департамент охорони природи острова Вознесіння у партнерстві з Королівським товариством охорони птахів у 2001 році розпочав проект з відновлення популяцій морських птахів. Проект реалізувався урядом острова Вознесіння за підтримки КТОП та за фінансування Міністерства закордонних справ і справ Співдружності. На острові були знищені здичавілі кішки, що дозволило морським птахам повернутися до гніздування на ньому. Останній відомий здичавілий кіт був спійманий у лютому 2004 року. Після знищення здичавілих котів успішність гніздування підвищилась, і птахи почали гніздитися у дедалі більшій кількості місць.

## Збереження
Основною проблемою збереження біорізноманіття острова Вознесіння є інтродуковані хижаки, зокрема чорні пацюки. Знищення здичавілих котів у 2004 році, здається, зменшило тиск хижаків на пацюків, що дозволило їм значно збільшити чисельність і розмір тіла. Ці тварини полюють на птахів та на їхні яйця, що призводить до значного скорочення їх популяцій. Також вони живляться як інтродукованими, так і ендемічними рослинами, яйцями зелених черепах та наземними крабами. Ініціативи щодо відновлення колоній морських птахів на острові Вознесіння включали пропозиції щодо знищення інтродукованих пацюків із застосуванням по всьому острову бродифакуму, антикоагулянтного родентициду. Також шкоду природі острова завдають інтродуковані індійські майни. Ці птахи були завезені з метою боротьби з паразитами худоби, яка наразі на острові відсутня. Вони живляться яйцями атолових крячків і черепах, а також плодами інвазивних рослин, таким чином поширюючи їх насіння.
Серед інвазивних рослин, поширених на острові Вознесіння, слід відзначити мескітове дерево (Prosopis juliflora). Цей кущ або невисоке дерево висаджувався з метою стабілізації ґрунту біля нових будинків у селі Ту-Боатс у 1960-х роках. Наразі ця рослина формує густі чагарникові зарості у посушливих частинах острова. Вона повністю замінила місцеву рослинність у цих районах і є загрозою для пляжів, на яких гніздяться черепахи. Серед інших інвазивних рослин, що загрожують природі острова Вознесіння, слід відзначити яблучну гуаяву (Psidium guajava) та зарубчасту міконію (Miconia crenata). Гуаява є однією з перших рослин, яка поширюється на слабо порослих рослинністю ділянках. Вона росте як в спекотних пустельних районах, так і на прохолодному гірському повітрі, утворюючи густі зарості, які не дають місцевим рослинам отримувати достатню кількість води і світла. Міконія є одним з видів, які наразі зустрічаються на горі Грін-Маунтін, там, де колись ріс килим з місцевих папоротей. Разом з багатьма іншими видами інвазивних рослин вона здатна рости навіть серед скель, де досі збереглися останні ендемічні рослини.